# Campeonato Tocantinense de Futebol de 2022
O Campeonato Tocantinense de Futebol de 2022 foi a 30ª edição da principal competição de futebol do estado do Tocantins. O campeonato teve início no dia 22 de janeiro, e teve seu término no dia 10 de abril. Teve como campeão o Tocantinópolis Esporte Clube.

## Regulamento
O Campeonato Tocantinense de Futebol de 2022 é disputado em três fases:
- a) 1ª Fase – 10 equipes jogam entre si, dentro do grupo "A", apenas com jogos de ida
- b) 2ª Fase – Semifinal
- c) 3ª Fase – Final

O Campeonato será disputado em três fases, sendo a primeira com oito times dentro do grupo “A”, apenas com jogos de ida e somatória de pontos, classificando para segunda fase, dentro as quatro associações que somar o maior número de pontos ao final da primeira fase, totalizando quatro equipes classificadas para disputa da segunda fase.
Já na segunda fase, semifinal, as quatro equipes, classificadas na primeira fase, são distribuídas em dois grupos de duas equipes, conforme tabela, denominados como “B” e “C”, que jogarão entre si em jogos de Ida e Volta conforme tabela, dentro de seus respectivos grupos e somatória de pontos, classificando-se as vencedoras de cada grupo, totalizando duas equipes classificadas para disputarem a fase final.
Na fase final, as equipes vencedoras na fase anterior jogarão entre si em jogos de ida e volta, dentro do grupo "D", havendo empate em pontos e saldo de gols, será dado dois tempos de 15 minutos (prorrogação) e persistindo o empate, a decisão irá para os pênaltis, o campeão disputará a Copa do Brasil de 2023, Série D de 2023 e Copa Verde de 2023.

### Critério de desempate
Os critério de desempate foram aplicados na seguinte ordem:
1. Maior número de vitórias
2. Maior saldo de gols
3. Maior número de gols pró (marcados)
4. Confronto direto (somente entre dois clubes)
5. Sorteio

## Equipes participantes

### Promovidos
| Pos. | Promovidos da Série B de 2021 |
| ---- | ----------------------------- |
| 1º   | União-TO                      |
| 2º   | Bela Vista                    |

### Informações das equipes
| Aumento | Equipe promovida da Série B de 2021 |

## Primeira Fase
| Pos | Equipe                | PG | Jogos | Jogos | Jogos | Jogos | Gols | Gols | Gols | %  | Classificação                  |
| Pos | Equipe                | PG | #     | V     | E     | D     | GP   | GS   | SG   | %  | Classificação                  |
| --- | --------------------- | -- | ----- | ----- | ----- | ----- | ---- | ---- | ---- | -- | ------------------------------ |
| 1   | Tocantinópolis        | 22 | 9     | 7     | 1     | 1     | 28   | 8    | +20  | 81 | Segunda Fase                   |
| 2   | Capital-TO            | 20 | 9     | 6     | 2     | 1     | 16   | 6    | +10  | 74 | Segunda Fase                   |
| 3   | Interporto            | 19 | 9     | 5     | 4     | 0     | 15   | 4    | +11  | 70 | Segunda Fase                   |
| 4   | União-TO              | 18 | 9     | 5     | 3     | 1     | 11   | 8    | +3   | 67 | Segunda Fase                   |
| 5   | Bela Vista            | 12 | 9     | 3     | 3     | 3     | 11   | 9    | +2   | 44 |                                |
| 6   | Palmas                | 9  | 9     | 2     | 3     | 4     | 16   | 11   | +5   | 33 |                                |
| 7   | NC/Paraíso            | 9  | 9     | 2     | 3     | 4     | 11   | 14   | −3   | 33 | Rebaixados para a Série B 2022 |
| 8   | Araguacema            | 8  | 9     | 2     | 2     | 5     | 12   | 14   | –2   | 30 | Rebaixados para a Série B 2022 |
| 9   | Gurupi                | 5  | 9     | 1     | 2     | 6     | 8    | 17   | –9   | 19 | Rebaixados para a Série B 2022 |
| 10  | Tocantins de Miracema | 1  | 9     | 0     | 1     | 8     | 4    | 41   | –37  | 4  | Rebaixados para a Série B 2022 |

## Fase final
Em itálico, o time que possui o mando de campo no primeiro jogo do confronto e em negrito o time vencedor do confronto.
|  | Semifinais     | Semifinais | Semifinais | Semifinais |   |                | Final | Final | Final | Final |
|  |                |            |            |            |   |                |       |       |       |       |
|  | Tocantinópolis | 1          | 1          | 2 (3)      |   |                |       |       |       |       |
|  | União-TO       | 0          | 2          | 2 (2)      |   |                |       |       |       |       |
|  | União-TO       | 0          | 2          | 2 (2)      |   | Tocantinópolis | 0     | 3     | 3     |       |
|  |                |            |            |            |   | Tocantinópolis | 0     | 3     | 3     |       |
|  |                | Interporto | 0          | 0          | 0 |                |       |       |       |       |
|  | Capital-TO     | Interporto | 0          | 0          | 0 | 0              | 0     | 0     |       |       |
|  | Capital-TO     |            |            |            |   | 0              | 0     | 0     |       |       |
|  | Interporto     | 1          | 0          | 1          |   |                |       |       |       |       |

## Premiação
| Campeonato Tocantinense de Futebol de 2022 |
| ------------------------------------------ |
| Tocantinópolis                             |
| Tocantinópolis Bicampeão (5º título)       |

## Classificação final
| Pos | Equipe                | PG | Jogos | Jogos | Jogos | Jogos | Gols | Gols | Gols | Classificação                                                                |
| Pos | Equipe                | PG | #     | V     | E     | D     | GP   | GS   | SG   | Classificação                                                                |
| --- | --------------------- | -- | ----- | ----- | ----- | ----- | ---- | ---- | ---- | ---------------------------------------------------------------------------- |
| 1   | Tocantinópolis        | 29 | 13    | 9     | 2     | 2     | 33   | 10   | +21  | Campeão e classificado à Copa do Brasil 2023, Série D 2023 e Copa Verde 2023 |
| 2   | Interporto            | 24 | 13    | 6     | 6     | 1     | 16   | 7    | +11  | Vice-campeão e classificado à Série D 2023 e Copa Verde de 2023              |
| 3   | Capital-TO            | 21 | 11    | 6     | 3     | 2     | 16   | 7    | +9   | Eliminados nas Semifinais                                                    |
| 4   | União-TO              | 21 | 11    | 6     | 3     | 2     | 13   | 10   | +3   | Eliminados nas Semifinais                                                    |
| 5   | Bela Vista            | 12 | 9     | 3     | 3     | 3     | 11   | 9    | +2   |                                                                              |
| 6   | Palmas                | 9  | 9     | 2     | 3     | 4     | 16   | 11   | +5   |                                                                              |
| 7   | NC/Paraíso            | 9  | 9     | 2     | 3     | 4     | 11   | 14   | −3   | Rebaixados para a Segunda Divisão 2023                                       |
| 8   | Araguacema            | 8  | 9     | 2     | 2     | 5     | 12   | 14   | –2   | Rebaixados para a Segunda Divisão 2023                                       |
| 9   | Gurupi                | 5  | 9     | 1     | 2     | 6     | 8    | 17   | –9   | Rebaixados para a Segunda Divisão 2023                                       |
| 10  | Tocantins de Miracema | 1  | 9     | 0     | 1     | 8     | 4    | 41   | –37  | Rebaixados para a Segunda Divisão 2023                                       |

## Técnicos
| Equipe                | Técnico                                   |
| --------------------- | ----------------------------------------- |
| Araguacema            | Júnior Gomes                              |
| Bela Vista            | Nonato Silva                              |
| Capital-TO            | Givanildo Sales                           |
| Gurupi                | Carlos Magno (1ª—4ª) Daniel Frasson (5ª—) |
| Interporto            | Wilsomar Sena                             |
| NC/Paraíso            | Wicelmo Rodrigues                         |
| Palmas                | Paulo Caroço                              |
| Tocantins de Miracema | Marcelo Conte (1ª—2ª) Jairo Cruz (3ª—)    |
| Tocantinópolis        | Jairo Nascimento                          |
| União-TO              | Nei César (1ª—9ª) Leo Goiano (Semifinal—) |

## Artilharia
Atualizado em 2 de fevereiro de 2022
| Gols | Jogador           | Equipe                |
| ---- | ----------------- | --------------------- |
| 11   | Jheimy            | Tocantinópolis        |
| 6    | Mendes            | Interporto            |
| 5    | Bilau             | Tocantinópolis        |
| 4    | Fernando          | Araguacema            |
| 4    | Andrei            | Palmas                |
| 3    | Diego Torres      | Capital-TO            |
| 3    | Fábio Junior      | Capital-TO            |
| 3    | Nona              | Capital-TO            |
| 3    | Têty              | Gurupi                |
| 3    | Lorival           | NC/Paraíso            |
| 3    | Patrick           | NC/Paraíso            |
| 3    | Betão             | Tocantinópolis        |
| 3    | Chico Bala        | Tocantinópolis        |
| 3    | Tony Love         | Tocantinópolis        |
| 2    | Jackson Mendes    | Araguacema            |
| 2    | Lopes Careca      | Araguacema            |
| 2    | Arnaldo           | Bela Vista            |
| 2    | Gleydson          | Bela Vista            |
| 2    | Ótavio            | Bela Vista            |
| 2    | Paulo Henrique    | Bela Vista            |
| 2    | Helsinho          | Capital-TO            |
| 2    | Bruno Humberto    | Interporto            |
| 2    | Robinho           | NC/Paraíso            |
| 2    | Camilo            | Palmas                |
| 2    | Grilo             | Palmas                |
| 2    | Alan Maia         | Tocantinópolis        |
| 2    | Wanderson         | Tocantinópolis        |
| 2    | Adriano           | União-TO              |
| 2    | Ludemar           | União-TO              |
| 2    | Gustavo Gomes     | União-TO              |
| 2    | Gustavo Goiano    | União-TO              |
| 1    | João Renato       | Araguacema            |
| 1    | Luís Carlos       | Araguacema            |
| 1    | Pepeu             | Araguacema            |
| 1    | Weslei            | Araguacema            |
| 1    | André Cunha       | Bela Vista            |
| 1    | George            | Bela Vista            |
| 1    | Maelson           | Bela Vista            |
| 1    | Bombado           | Capital-TO            |
| 1    | Hélder            | Capital-TO            |
| 1    | Júnior Goiano     | Capital-TO            |
| 1    | Léo Paulista      | Capital-TO            |
| 1    | Vitor Hugo        | Capital-TO            |
| 1    | Bruno Cunha       | Gurupi                |
| 1    | Felipe Gustavo    | Gurupi                |
| 1    | Felipe Hulk       | Gurupi                |
| 1    | Rafael            | Gurupi                |
| 1    | Vitinho           | Gurupi                |
| 1    | Afonso            | Interporto            |
| 1    | Maikon Leite      | Interporto            |
| 1    | Memo              | Interporto            |
| 1    | Rodrigo           | Interporto            |
| 1    | Rodrigo Tocantins | Interporto            |
| 1    | Tozin             | Interporto            |
| 1    | Vinícius          | Interporto            |
| 1    | Carlinhos         | NC/Paraíso            |
| 1    | Felipe            | NC/Paraíso            |
| 1    | Felipe            | Palmas                |
| 1    | Luiz Fernando     | Palmas                |
| 1    | Gio               | Palmas                |
| 1    | Kanon             | Palmas                |
| 1    | Phedro Lucas      | Palmas                |
| 1    | Ryan              | Palmas                |
| 1    | Vitor             | Palmas                |
| 1    | Yuri              | Palmas                |
| 1    | Café              | Tocantins de Miracema |
| 1    | Índio             | Tocantins de Miracema |
| 1    | Tavares           | Tocantins de Miracema |
| 1    | Welington Gomes   | Tocantins de Miracema |
| 1    | Elenilson         | Tocantinópolis        |
| 1    | Pedro Dias        | Tocantinópolis        |
| 1    | Raí               | Tocantinópolis        |
| 1    | Thiago Bagagem    | Tocantinópolis        |
| 1    | Bruno             | União-TO              |
| 1    | Gabriel           | União-TO              |
| 1    | Jardel            | União-TO              |
| 1    | Jardisson         | União-TO              |
| 1    | Martony           | União-TO              |

| Gols Contra | Jogador     | Equipe     |
| ----------- | ----------- | ---------- |
| 1           | João Renato | Araguacema |
| 1           | Cleber      | União-TO   |